# Camilla Fabricius
Camilla Fabricius (født 20. oktober 1971 i Aarhus) er en dansk politiker. Hun har siden Folketingsvalget 2019 været medlem af Folketinget i Østjyllands Storkreds, hvor hun arbejder som Social- og indenrigsordfører for Socialdemokratiet. Tidligere har hun været medlem af byrådet i Aarhus, hvor hun frem til juni 2019 bestred posten som 1. viceborgmester. Under Camilla Fabricius' embede i byrådet i Aarhus, sad Camilla Fabricius desuden som rådmand for Teknik og Miljø. 
Som datter af ingeniør Uffe Fabricius-Jensen og socialpædagog Alice Fabricius-Jensen blev Camilla Fabricius født Aarhus i 1971. Camilla Fabricius er gift.

Udover at være uddannet ved Aarhus Dags- og Aftenseminarium (1995-1999) har Camilla Fabricius gennemført en to-årig narrativ ledelsesuddannelse.[kilde mangler]